# Alum

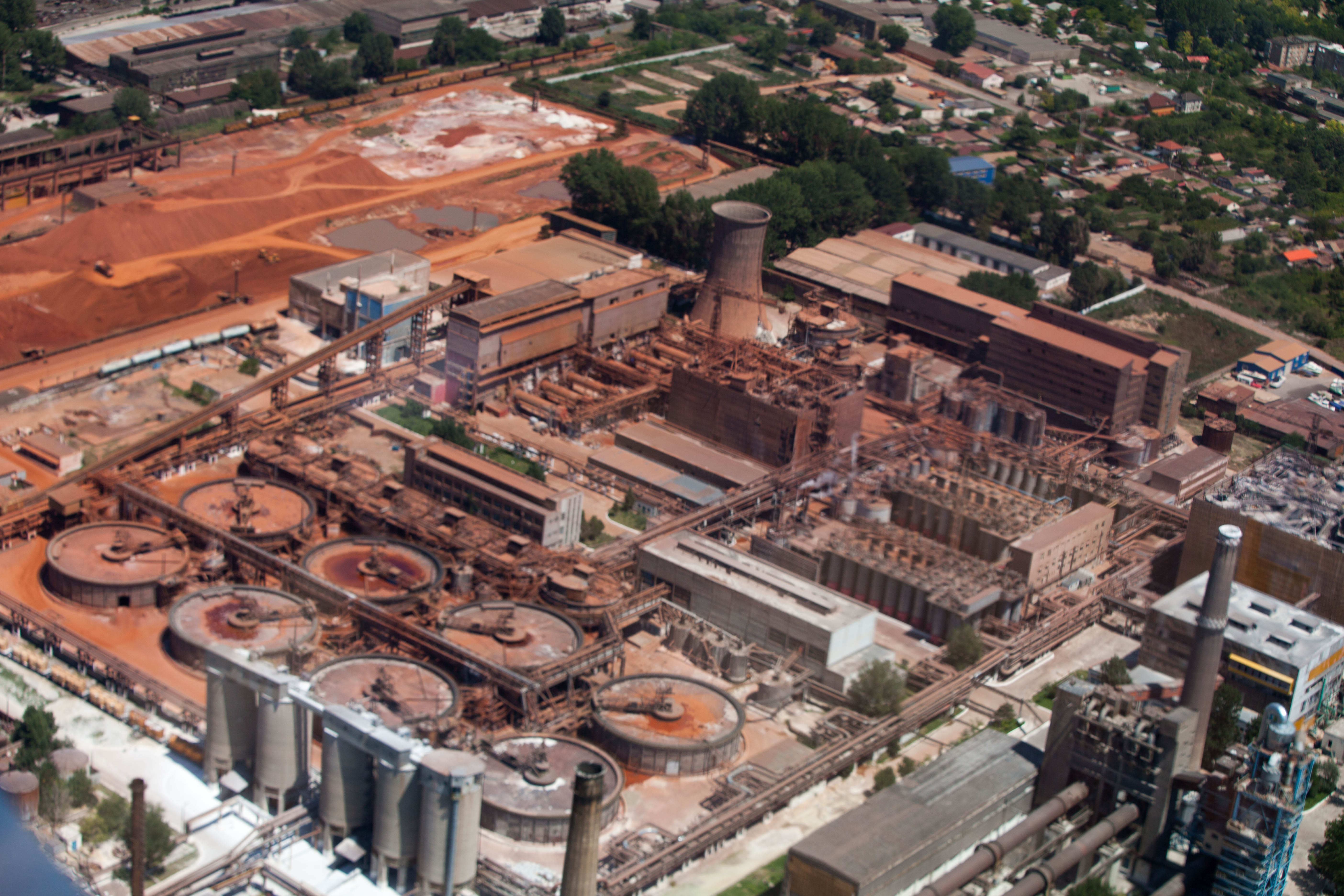
Imagine aeriană a fabricii Alum Tulce

Alum Tulcea este singura companie producătoare de alumină din România, înființată în anul 1973.
Alum este cel mai mare producător alumină calcinată, utilizată pentru obținerea aluminiului, din România și din Europa de Sud-Est.
Produsele societății sunt vândute atât pe plan intern cât și pe plan internațional, Alum beneficiind de locația sa strategică la canalul Dunării nu departe de Constanța, cel mai mare port din România.
Principalul client al companiei este producătorul de aluminiu Alro Slatina.
Un alt client important este firma elvețiană Glencore.
Societatea privatizată la jumătatea anilor ’90 de controversata (mai ales în cazul Sidex) Casă de comerț britanică Balli Metal.
După ce unul dintre patronii Balli a fost acuzat în Elveția de dispariția a multe zeci de milioane de dolari din contabilitate, finanțarea activității a scăzut și grupul a decis să vândă societatea.
În prezent acționarul majoritar al companiei este societatea Alro Slatina, care controlează 98,21% din capitalul social.
Alro a devenit acționar majoritar la Alum Tulcea, în anul 2005, pentru 9 milioane de dolari.
Acțiunile Alum Tulcea se tranzacționează la categoria de bază a pieței Rasdaq, sub simbolul BBGA.
Alum are o capacitate de rafinare a aluminei de 600.000 tone pe an.
În anul 2005 a livrat 530.000 de tone de tone de oxid de aluminiu și hidrați (hidroxid de aluminiu).
Începând cu luna februarie 2007, societatea a întrerupt producția, trecând la implementarea unui proces de retehnologizare în valoare de 49,5 milioane dolari, în vederea îndeplinirii noilor cerințe privind protecția mediului și scăderea costurilor de producție cu 30%. Activitatea a fost reluată în anul 2009.
Număr de angajați în 2009: 600
Cifra de afaceri:
- 2007: 55,43 milioane lei (15,35 milioane euro)[8]
- 2006: 558,3 milioane lei[6]
- 2005: 276,2 milioane lei[6]